# نوفي غراد (سراييفو)
نوفي غراد وتعني "المدينة الجديدة"، هي بلدية في مدينة سراييفو عاصمة البوسنة والهرسك. تقع البلدية في أقصى الغرب من بين البلديات الأربع التي تُشكل مدينة سراييفو. في 2013، بلغ عدد سُكان المدينة 118,553 نسمة.

## روابط خارجية
- الموقع الرسمي